# Sevierville
Sevierville település az Amerikai Egyesült Államok Tennessee államában, Sevier megyében, melynek megyeszékhelye is. Lakosainak száma 17 889 fő (2020. április 1.).

## Népesség
A település népességének változása:

| 2010 | 14 807 |
| 2020 | 17 889 |